# Nu tar vi tanden
Nu tar vi tanden (engelska: Dentist on the Job) är en brittisk komedifilm från 1961 i regi av C.M. Pennington-Richards.
Filmen är en uppföljare till Tandläkaren i stolen från 1960.

## Handling
Överste Proudfoot letar efter en tandläkare som kan göra reklam för hans företags nya tandkräm.

## Rollista i urval
- Bob Monkhouse - David Cookson
- Kenneth Connor - Sam Field
- Ronnie Stevens - Brian Dexter
- Shirley Eaton - Jill Venner
- Eric Barker - överste Proudfoot / dekanen
- Reginald Beckwith - mr Duff
- Richard Wattis - Macreedy
- Charles Hawtrey - mr Roper